# Bläcka

Stämplingsbläckor för att markera träd som ska avverkas, artificiell exempelbild.

Bläcka eller bläck (även stavat blecka och bleck) är ett äldre begrepp inom skogsbruk som inbegriper: ”ljust märke i träd åstadkommet genom borthuggande av bark och ytved”, så kallat bläckande eller bläckning.
Genom bläckning skadas lätt veden om träden får stå kvar genom  att rötsvampar tränger in och sprider sig. Hos tall och andra kådrika trädslag impregneras veden med kådutgjutning i och omkring bläckan, vilket skyddar mot röta men sänker vedens värde för många ändamål.

## Etymologi
Bläcka och dess besläktade ord härrör från samma rot som ”blek” (jämför ”näck” till ”naken”). Blek har varit en regional variant i bland annat Småland och Blekinge, med varianterna bleck och blecka i Svealand och Gästrikland samt blekk och blekka i Närke. I Norge har blik förekommit samt i Finland bliku och bläku.
Ett liknande substantiv, bleka, finns belagt i Svenska Akademiens ordbok (SAOB) med betydelsen ”blekhet”, en avledning till ”blek” med avseende på bildningen ”svärta”, vilken även finns i tyskan som Bleiche. Lantmannens uppslagsbok av Herman Juhlin-Dannfelts anger bleka som en variant till bläcka.

## Bruk
Begreppet är relativt brett och har historiskt bland annat använts om:

### Stämpling

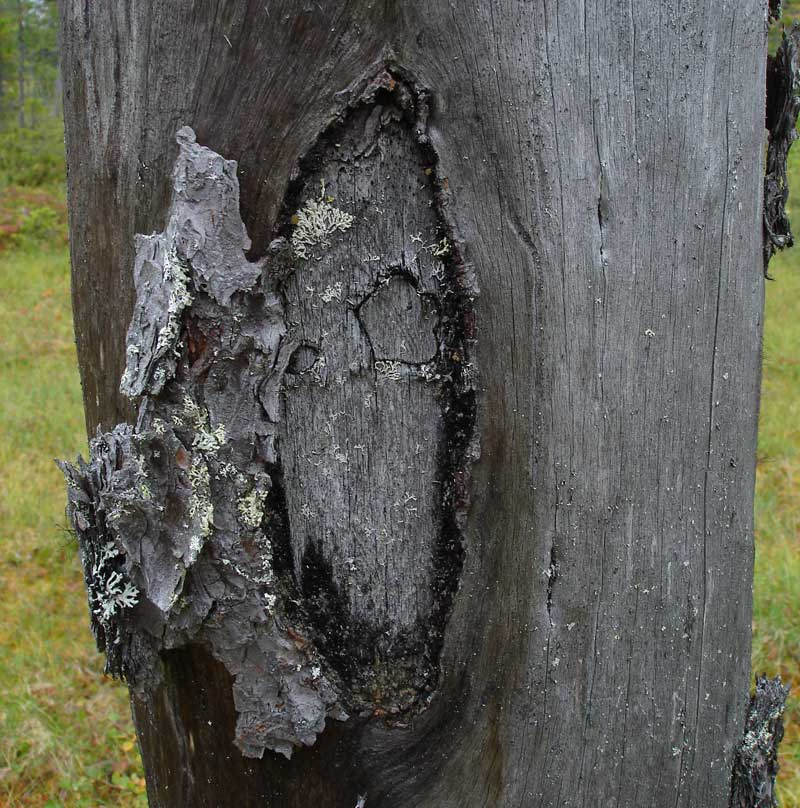
Stämplingsbläcka på tall som blivit kvar.

Bläckning användes förr bland annat för att markera ett träd som ska avverkas, så kallad stämpling. Bläckorna som höggs in var handstora och kunde även kallas stämplingsbläckor.
Sådan bläckning är numera förbjuden då bläckan medverkar till att blånad samt röta (”stämplingsröta”) angriper veden i trädets värdefullaste del.

### Utvinning av kåda
Ett annat äldre bruk för bläckning var att åstadkomma kådflöde, en process där barken på löv- och barrträd skalas av för att utvinna kåda innan den förädlas till harts, terpentin och dylikt i industriella sammanhang. Sedan kådan blivit insamlad efter den första bläckningen, utvidgas bläckorna (det avbarkade området) successivt åt sidorna för att utvinna mer kåda.[källa behövs]

### Vägmarkering
Bläckning kan även avse på träd utmärkning av rågång, stig och väg med mera i skogen. Eftersom de märkta träden ska kvarstå avses här ej ordentlig bläckning, utan färgmarkering eller dylikt på levande träd samt ristningar på redan döda träd med mera.